# Fábrica de Automóviles de Kremenchuk
La Fábrica de Automóviles de Kremenchuk (KrAZ, o КрАЗ en el alfabeto cirílico) es una sociedad automovilística ucraniana, que representa la firma fabricante de una línea de camiones pesados de diseño y fabricación soviética/ucraniana establecida en 1945 por petición del Ministerio para las Obras y Carreteras soviéticos sobre un camión de transporte pesado, siendo su primera piedra puesta el mes de agosto de 1945.

## Historia
En 1945, por orden del comisariado para las obras civiles, se hace la solicitud expresa para que en la ciudad de Krementchuk, en Ucrania, sea construida una planta de fabricación de maquinaria y vehículos para el pueblo soviético.
En los siguientes 8 años, dicha planta se encargó de la producción de cerca de 600 puentes, entre puentes de pontones y puentes de tijeras, para su uso en las ciudades y poblados que a causa de la guerra habían perdido sus vías de interconexión.
Desde 1948, con más de 11000 máquinas producidas, esta planta se posiciona como una de las más productivas en la extinta Unión Soviética.
En 1957 se decide trasladar toda la producción de camiones pesados a la Planta de automóviles de Yaroslav (YAaZ), siendo los dos primeros modelos dos volquetes del modelo KrAZ-222, que fueron construidos a partir de componentes importados de otras factorías el 10 de abril de 1959, y en el año 1961 más de 500 unidades fueron producidas para su exportación a países como Afganistán, Argentina, Cuba, Chile, China, India y Vietnam, entre otros. En el mes de enero de 1971 se le otorgó la más grande distinción industrial dentro de la Unión Soviética, y en el mes de junio de 1976 se cambió su razón social de KrAZ a AutoKrAZ
A principios de 1978, la planta producía seis modelos de camiones con 28 modificaciones, los vehículos KrAZ se utilizaban en toda la URSS y se exportaban a 57 países.
El 27 de abril de 1984 se produce el vehículo N.º 500.000 en su planta principal de producción.
Después de la disolución de la Unión Soviética, sus operaciones, plantas y ventas, junto con otras plantas y operaciones comerciales en países como India y Vietnam pasarían a manos de Ucrania, manteniéndose la marca КрАЗ/KrAZ, que recientemente se ha certificado en la norma de estandarización industrial ISO 9001:2000.

### En América central y sur
En el continente americano su importación se dio por la amplia colaboración suministrada por parte de la URSS a Cuba, y el primer modelo con el que se dio el ingreso al mercado hispanoamericano fue un camión de diez ruedas que llegó a Cuba en grandes cantidades a partir del año 1964 para el transporte de cargas pesadas a cortas distancias, suministrados por el gobierno comunista de la Unión Soviética por los tratados de amistad vigentes para ese entonces. Después de la caída del bloque comunista, comenzaría a ser reconocido como una versión soviética de los fiables y duros camiones de la marca norteamericana Mack; ya que en muchas de sus partes usaron sus tecnologías.
Su color característico era para los modelos que aún circulan en Cuba el verde olivo derivado de su anterior servicio como vehículos destinados para uso militar; en vista de su fiabilidad y resistencia mecánica a las duras condiciones de Cuba se le asignarán las más diversas tareas civiles, tales como canteras, construcción de carreteras, presas hidráulicas y como camiones camabajas (transporte de maquinaria pesada).
El primer КрАЗ que fue conocido era propulsado por un potente motor diésel de 8 cilindros en V que desarrollaba una potencia de 300 HP, y que iba acoplado a una transmisión de cinco velocidades con doble diferencial, lo que era un gran avance para la región. Otra de sus caracteríasticas más sobresalientes era su velocidad máxima, estimada en 60 km/h., lo cual le hacía a dicho camión un vehículo no apto para largas travesías, pero muy eficiente y confiable para movimientos locales y sobre terrenos de difícil acceso y pantanosos.
En la actualidad se llevan a cabo las obras de reconstrucción de dicha flotilla en una planta que la firma ucraniana ha adecuado en la isla cubana, produciéndose en esta hasta camiones de tipo "trompo" para su uso en obras civiles.

### En la actualidad

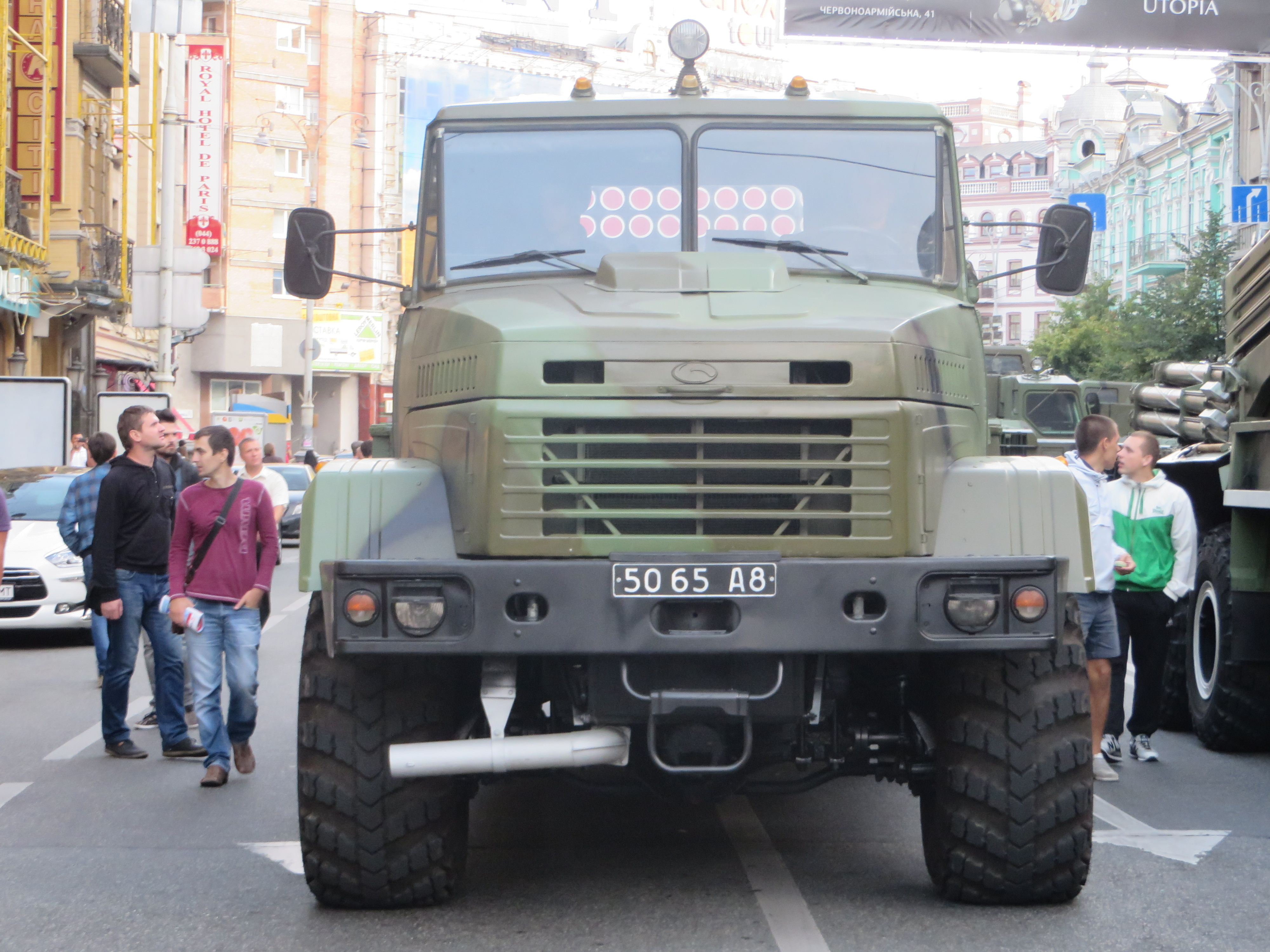
KrAZ-6322RA Bastion-01

Los КрАЗ continúan actualmente operando no solamente en las carreteras cubanas, ya que su factoría actualmente produce volquetas y chasis carrozables en las plantas de producción que posee en Ucrania y Vietnam.
La firma se transformó en una firma de Asociación Abierta (del inglés: Open Joint Stock Company) en 1996. La compañía matriz "AvtoKrAZ" sería registrada en 1999. Y en el año 2002 esta fua la testigo inicial del primer intento de privatización en su firma madre la "AvtoKrAZ", en donde las operaciones de la firma fueron adquiridas por un joint-venture ucraniano-alemana de nombre "Mega-Motors".
Sus camiones desde 1992 están presentes en el mercado de Centro y Suramérica en países como Argentina y Colombia, así como en los países del viejo bloque de economía socialista planificada y otros tales como Afganistán, Bulgaria, China, India o Vietnam.
En 2003 AvtoKrAZ inició las operaciones de construcción y/o ensamblaje en dos plantas con una en Rusia y otra en Vietnam. En el año 2004 AvtoKrAZ fue la ganadora de un contrato para 2200 vehículos con destino a Irak de la marca KrAZ.
En enero de 2006 se produce el vehículo N.º 800.000 en su planta principal de producción. En el año en el mes de octubre del mismo año la HC "AvtoKrAZ" ganó el primer premio entre las 100 compañías de Ucrania con el mejor desempeño acorde a su nivel de ingresos corrientes y a los resultados de las mediciones "Top 100 Most dynamic companies" en Ucrania.
El día 23 de agosto de 2011, el camión de uso militar KrAZ-5233 "Spetsnaz" se incorporó al servicio formal del Ejército Ucraniano.
Tras la invasion rusa a Ucrania, los activos de la empresa pasaron a ser propiedad del gobierno ucraniano.

## Modelos de la Marca

### Vehículos de uso civil
- KrAZ-222
- KrAZ-255
- KrAZ-6322
- KrAZ-6510
- KrAZ-65055
- KrAZ-65032
- KrAZ-6130С4
- KrAZ-7133С4

### Vehículos de uso militar
- KrAZ-5233BE - tracción 4x4
- KrAZ-6322 - tracción 6x6
- KrAZ-6135B6 - tracción 6x6
- KrAZ-7634НЕ - tracción 8x8
- KrAZ-Hulk- APC tracción 4x4
- KrAZ-Fiona - APC tracción 6x6
- KrAZ-Hurricane - APC tracción 8x8
- KrAZ-Cougar - APC tracción 4x4
- KrAZ-Spartan - APC tracción 4x4
- KrAZ-Shrek - APC tracción 4x4

## En la cultura popular
- El acrónimo KA3/KpA3 es un término coloquial creado a partir de la errónea interpretación fonética por los cubanos de las letras escritas en alfabeto cirílico “КАЗ/КрАЗ”, que en realidad filológicamente debería traducirse al español como "KrAZ, Fábrica de Automóviles de Kremenchuk, (en ucraniano, Кременчуцький автомобільний завод, Kremenchuts'ky Avtomobil'ny Zavod), y que se refiere al Camión Pesado de diseño soviético CPddS por sus siglas en español, otra inerpretación errónea de dicha sigla.

- En Cuba el significado de KA3/KpA3 y pronunciado fonéticamente como "Kapetres", se aplica a ciertos objetos y actuaciones de talante monstruoso, torpe, bestial y dantesco.

## Galería

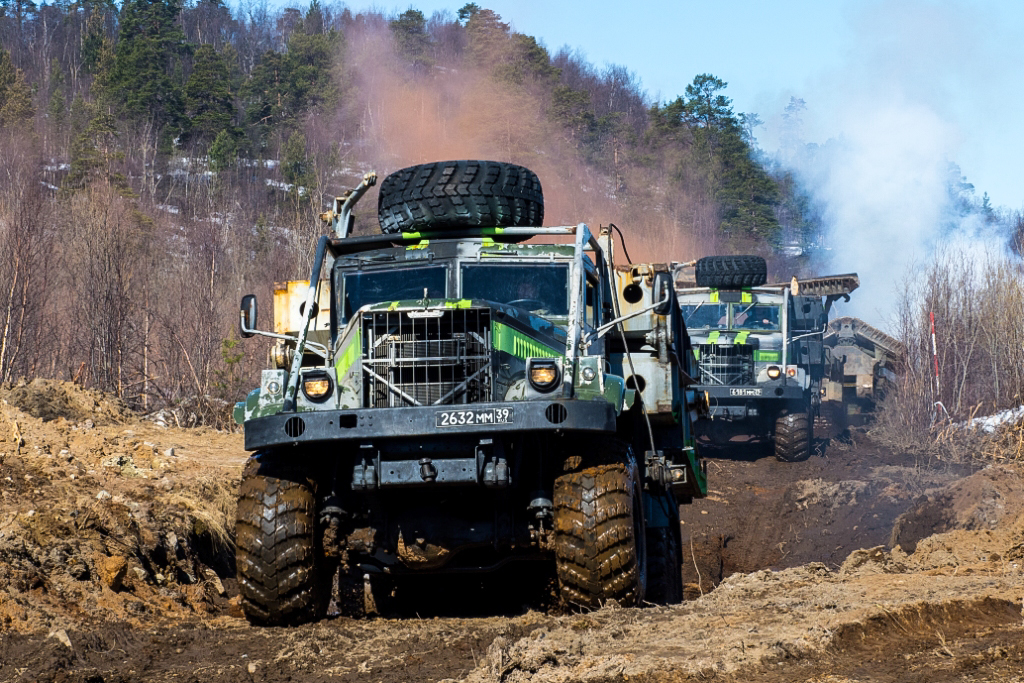
KrAZ-255
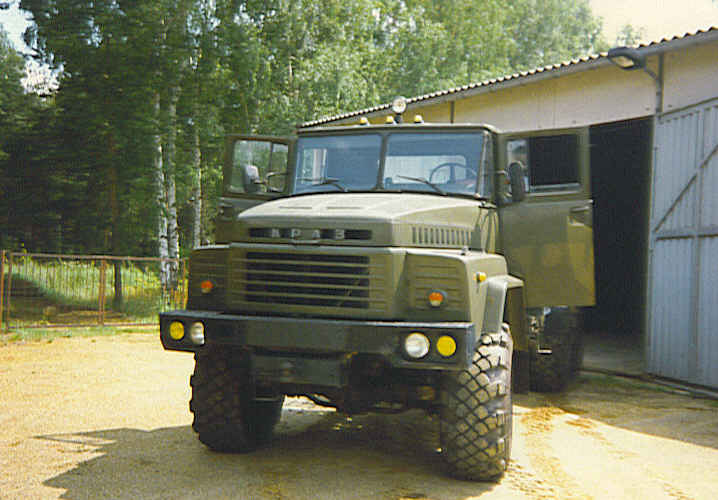
KrAZ-260
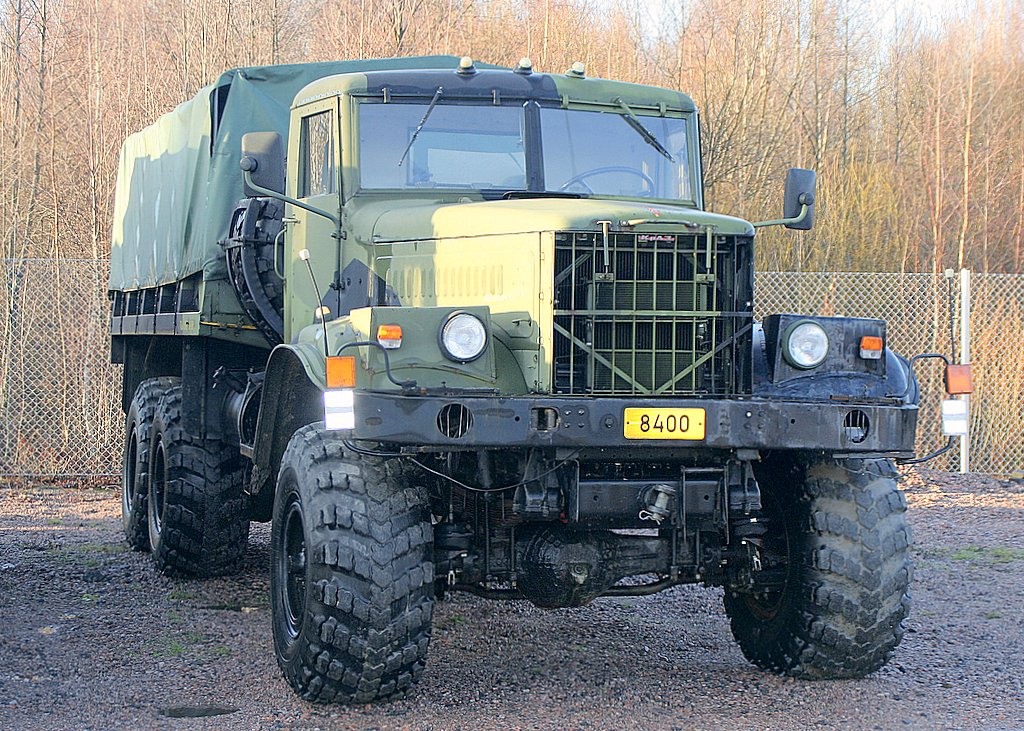
KrAZ-255B
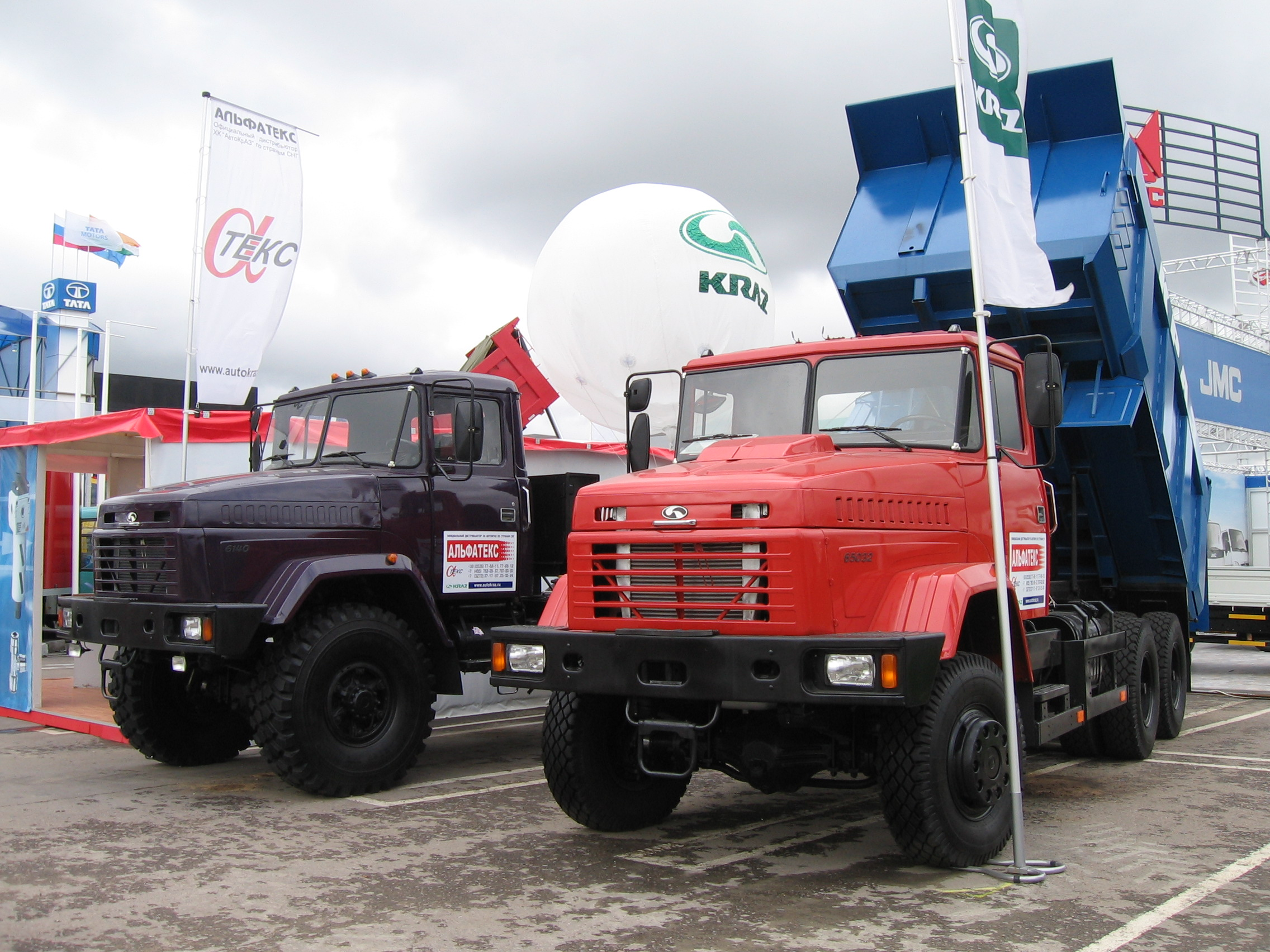
KrAZ-6140 y KrAZ-65032
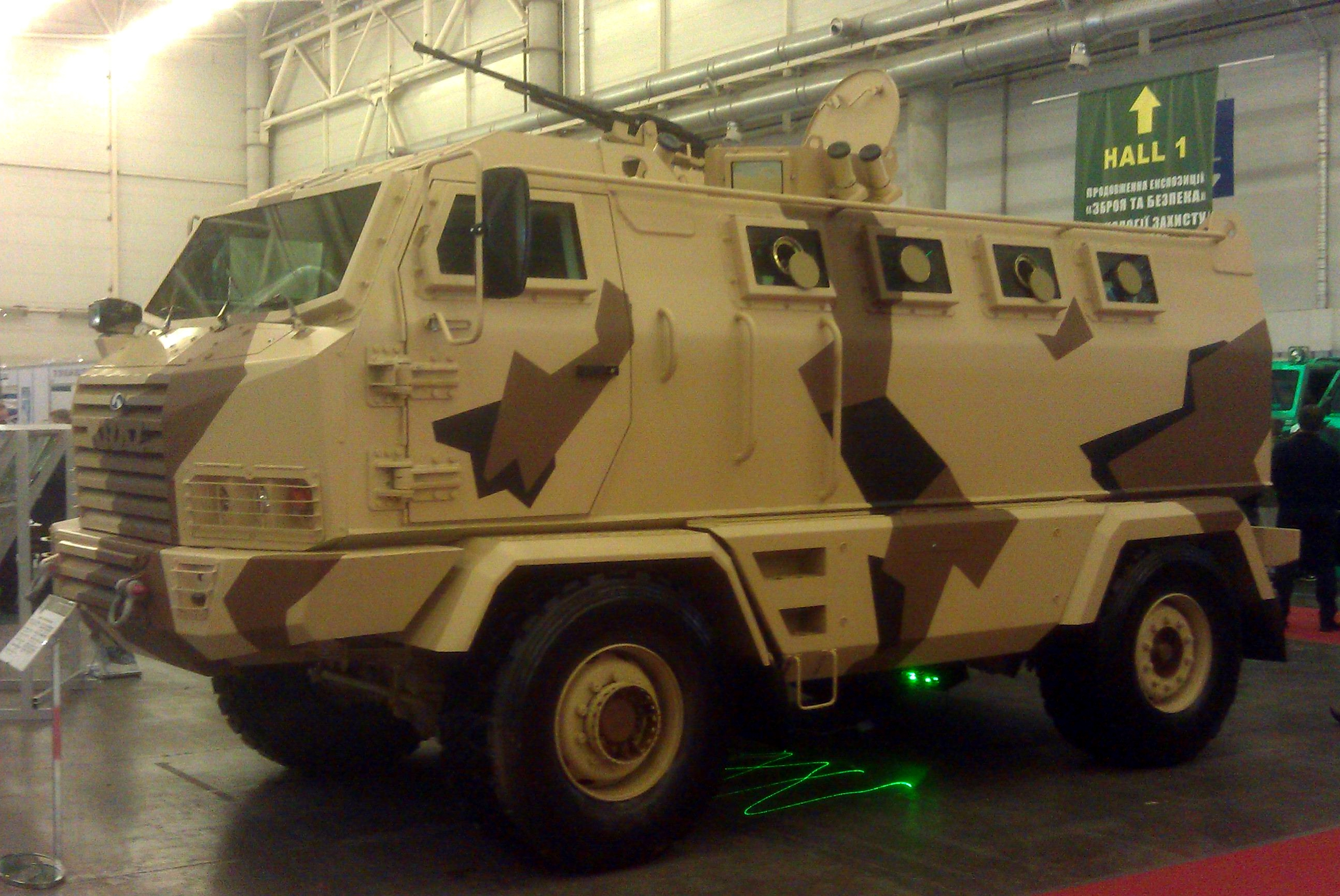
Transporte blindado KrAZ Hulk
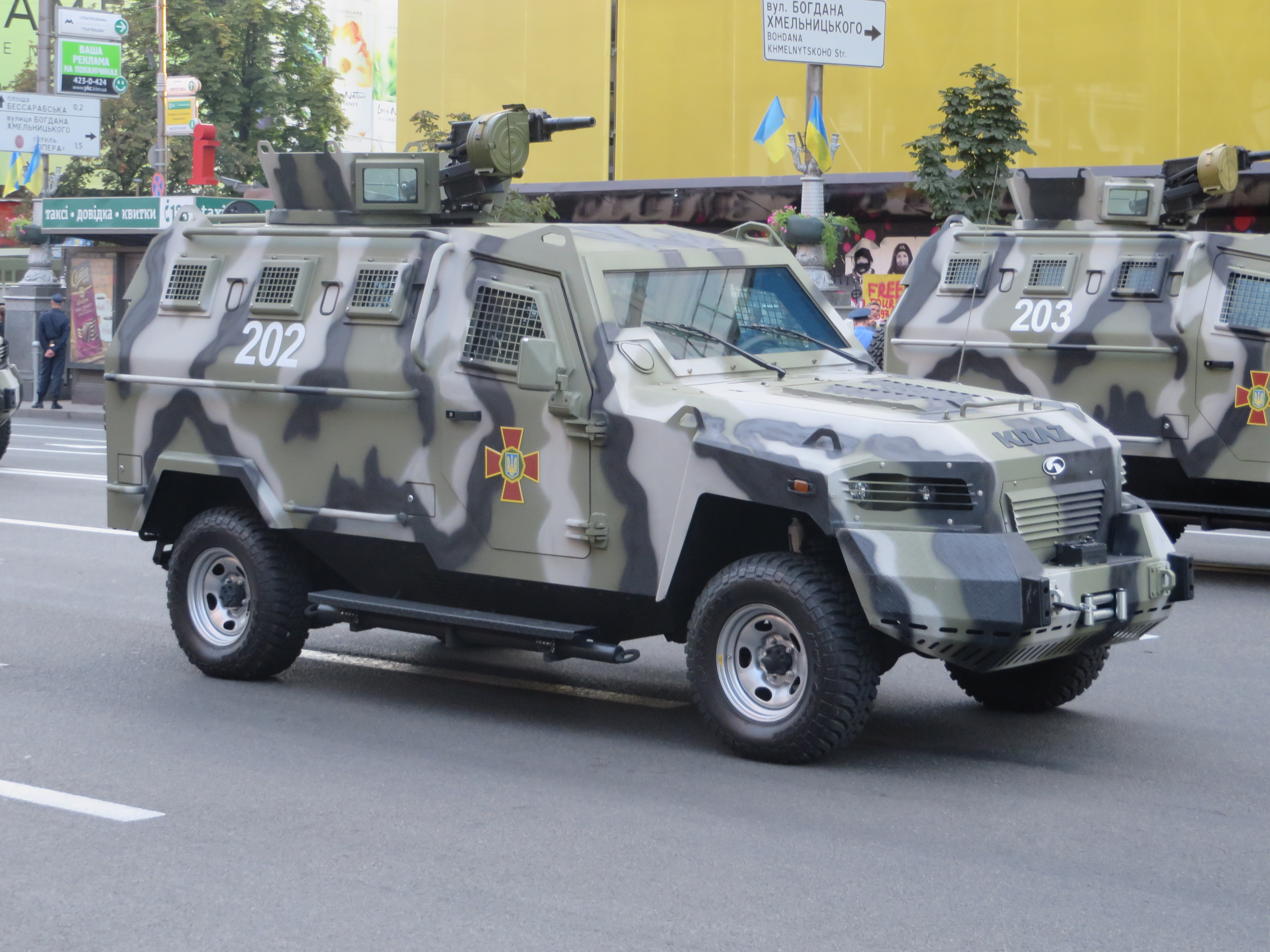
KrAZ Cougar de las Fuerzas Terrestres Ucranianas
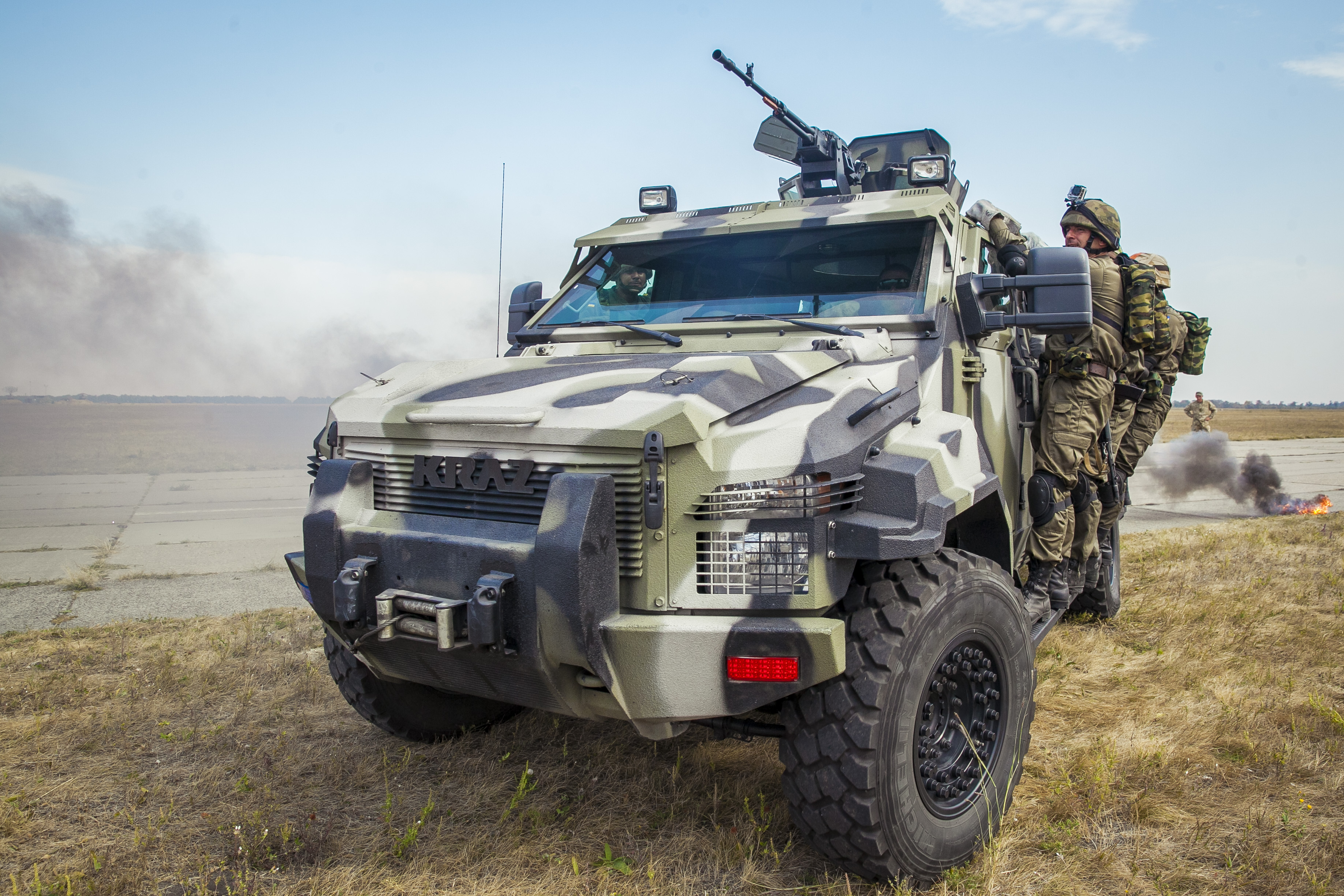
KrAZ-Spartan